# Evidencijalnost
U širem smislu evidencijalnost predstavlja iskazivanje izvora informacije saopštene nekom propozicijom, kao u primeru Izgleda da pada kiša, u kome se oblikom izgleda sugeriše da govornik nema direktan dokaz da pada kiša (već to zaključuje, na primer, na osnovu toga što vidi ljude kako nose kišobrane). Evidencijalnost se u lingvistici definiše i u užem smislu – kao gramatička kategorija čija je primarna funkcija da iskaže izvor informacije.
U jeziku se izvor informacije može iskazivati leksički, npr. pomoću priloga (1) ili glagola (2):
(1)	Navodno pada kiša.
(2)	Čujem da pada kiša. 
Upotrebom priloga navodno u (1) se označava da je izvor informacije zasnovan na traču. Primer (2) može imati dvojaku interpretaciju: govornik ili ima direktan perceptivan uvid (npr. čuje kako kapljice kiše udaraju u oluk), ili ima indirektan dokaz (npr. čuo je od nekoga da pada kiša). Međutim, u varijanti bez subordinatora da (Čujem, pada kiša), izraz više ne može imati perceptivnu interpretaciju, već ukazuje na to da govornik ima indirektan dokaz.
A. Aikhenvald navodi da je postojanje leksičkih sredstava za neobavezno iskazivanje izvora informacija verovatno univerzalno, ali ih ona isključuje iz svog razmatranja evidencijalnosti upravo zbog toga što je njihova upotreba fakultativna, te ne obrazuju gramatičku kategoriju.
Neki jezici imaju posebna gramatička (morfološka) sredstva čija je primarna funkcija da označe izvor informacije – terminima A. Aikhenvald, ti jezici imaju evidencijalne sisteme (evidentiality sistem). S druge strane, u mnogim jezicima koji u svojoj strukturi nemaju evidencijalne sisteme, neke druge kategorije (poput vremena, modusa, nominalizacija itd.) mogu razviti sekundarna značenja na neki način povezana sa izvorom informacije; ove kategorije A. Aikhenvald naziva strategijama evidencijalnosti (evidentiality strategies).

## Evidencijalni sistemi
U jezike koji poseduju evidencijalni sistem spada npr. tarijana (Tariana), aravački jezik koji se govori u severozapadnoj Amazoniji. U njemu je rečenica Hose je igrao fudbal negramatična ako se posebnom morfemom prilepljenom uz glagolski oblik (kojom se u ovom slučaju markira i skorašnje prošlo vreme) ne označi izvor informacije, kao u (3) (boldiran je marker evidencijalnosti, a izvor informacije je u prevodu stavljen u uglaste zagrade):
(3) a. Juse iɾida di-manika-ka. = Hose je igrao fudbal [videli smo to].
b. Juse iɾida di-manika-mahka. = Hose je igrao fudbal [čuli smo to].
c. Juse iɾida di-manika-nihka. = Hose je igrao fudbal [zaključujemo to na osnovu vizuelnog dokaza].
d. Juse iɾida di-manika-sika. = Hose je igrao fudbal [pretpostavljamo ovo na osnovu onoga što već znamo].
e. Juse iɾida di-manika-pidaka. = Hose je igrao fudbal [tako nam je rečeno].
U primerima (3a) i (3b) govornik ima direktan perceptivan dokaz. Zaključivanje u (3c) na osnovu vizuelnog dokaza može podrazumevati npr. to što vidimo da lopte nema na uobičajenom mestu, Hosea nema u kući, a gomila ljudi se vraća sa fudbalskog igrališta i sl. Zaključivanje u (3d) je u vezi sa opštim znanjem o Hoseovim navikama: npr. znamo da on obično igra fudbal u subotu popodne; sada je subota popodne, a njega nema kod kuće. Konačno, upotreba evidencijalnog markera u (3e) zasniva se na informaciji koju nam je neko drugi rekao.

### Tipovi evidencijalnih sistema
Semantički parametri na osnovu kojih je u različitim jezicima zasnovana gramatička kategorija evidencijalnosti su sledeći:
•	vizuelni – za informaciju zasnovanu na onome što vidimo;
•	senzorni – za informacije do kojih dolazimo kroz čulo sluha, a tipično se njime obuhvata i informacija zasnovana na mirisu i ukusu, ponekad i dodiru;
•	inferencijalni– za informacije na osnovu vidljivih ili opipljivih dokaza ili rezultata;
•	zasnovan na pretpostavci – informacije koje nisu vidljive, može uključiti logičko razmišljanje, pretpostavke, ili opšte znanje o nečemu;
•	raportivni (reported) / trač (hearsay) – za informacije za koje se ne označava od koga tačno potiču;
•	citatni (quotative) – za informacije čiji je izvor precizno određen.
U skladu sa ovom podelom govori se o inferencijalnoj evidencijalnosti, raportivnoj evidencijalnosti i sl.
Ne postoje jezici u kojima su zastupljeni svi ovi parametri odjednom; takođe, ne postoji jezik u kome postoji zaseban evidencijalni marker da označi miris, ukus ili dodir kao izvor informacije. Evidencijalni sistemi u različitim jezicima razlikuju se prema broju i tipu izvora informacija koji su gramatički kodirani. Tako postoje sistemi sa 2 moguća izbora markiranja izvora informacije (npr. senzorna : raportivna), zatim sa 3 (npr. vizuelna : ne-vizuelna: raportivna), 4 (npr. vizuelna : ne-vizuelna : inferencijalna : raportivna) ili 5 (kao u razmatranom primeru u jeziku tarijana). Ukoliko se o događaju zna na osnovu nekoliko izvora informacija odjednom, obično se upotrebljava marker za vizuelni izvor.
Ne postoji korelacija između postojanja evidencijala i tipa jezika. I pidžini i kreoli mogu imati evidencijale, dok u znakovnim jezicima još uvek nije potvrđeno postojanje evidencijala.

### Gramatička sredstva za iskazivanje izvora informacije
Kao evidencijalni markeri mogu služiti različita sredstva: sufiksi (koji pri tom mogu istovremeno označavati i vreme i evidencijalnost, kao u jeziku tarijana), klitike (npr. u jeziku kečua kao evidencijali služe enklitike koje se u klauzi tipično raspoređuju na 2. mesto, iza prvog konstituenta), zatim različite partikule (npr. u jeziku hopi i drugim australijskim jezicima), kopule i pomoćni glagoli (u tibetskim dijalektima) i dr. Verovatno ne postoji nikakvo ograničenje po pitanju morfoloških sredstava kojima se evidencijalnost može iskazati. Takođe, postavlja se pitanje statusa oblika bez markera za evidencijalnost u jezicima u kojima postoji evidencijalnost kao gramatička kategorija. Ako evidencijalni marker nije iskazan, najveća je verovatnoća da govornik ima direktan dokaz (najčešće vizuelni, zatim neki drugi senzorni), odnosno da je svedok događaja o kome govori. U tom slučaju može se govoriti o nultoj morfemi kao markeru evidencijalnosti u okviru određenog evidencijalnog sistema (dok se drugim markerima u okviru istog sistema obeležavaju drugačiji izvori). S druge strane, ima jezika (npr. Western Apache) u kojima nulto markiranje nije deo evidencijalnog sistema, jer se njime ne označava sa sigurnošću neki izvor informacije (već se samo implicira da je govornik svedok događaja, što ne mora obavezno biti slučaj). Ove slučajeve treba razlikovati od izostavljanja markera evidencijalnosti kada se on može rekonstruisati iz šireg konteksta (prethodnih ili narednih rečenica u tekstu). Tako se npr. u jeziku kečua rečenica bez upotrebljenog evidencijalnog markera interpretira isto kao ostale rečenice u datom tekstu.
Neki jezici mogu posedovati sredstva za iskazivanje evidencijalnih značenja koja nisu istog tipa, tj. nisu deo iste paradigme i ne predstavljaju koherentnu gramatičku kategoriju. Tako se u japanskom jeziku evidencijalnost iskazuje istovremeno markerima koji su imenice i markerom koji je pridev, pri čemu njihova upotreba nije obavezna. Dok A. Aikhenvald smatra da su „pravi” evidencijalni sistemi samo oni u kojima je upotreba evidencijala potpuno obavezna (za razliku od upravo pomenutog japanskog jezika), E. McCready smatra evidencijalima sve izraze kojima se označava izvor informacije, pa i one u japanskom jeziku. I u jezicima koji imaju „prave“ evidencijalne sisteme, različiti markeri mogu pripadati različitim podsistemima. To se vidi, između ostalog, po tome što dva evidencijala mogu biti upotrebljena zajedno u istoj klauzi. U jeziku bora (Bora) uz glagol mogu biti istovremeno upotrebljeni i marker kojim se označava da govornik nije svedok događaja i raportivni marker. Različiti podsistemi mogu korelirati sa tipom klauze; tako se npr. u jeziku tukano (Tucano) u deklarativnim klauzama koriste 4 markera (vizuelni, ne-vizuelni senzorni, inferencijalni, raportivni), u upitnim 3 (vizuelni, ne-vizuelni senzorni, inferencijalni), a u zapovednim 2 (raportivni i jedan kojim se označava sve ostalo).
Postoji i nekoliko tipova dvostrukog obeležavanja izvora informacije u klauzi. Prema jednom od njih, jedan marker se odnosi na obeležavanje izvora informacije za deo klauze, dok drugi može označiti izvor informacije za drugi deo klauze. Ugrubo ilustrovano, u jeziku jaravara (Jarawara) u klauzi tipa Srušio se most na Drini jedan marker može biti upotrebljen uz glagol (da označi da je informacija iz prve ruke, odn. da je govornik bio svedok rušenja mosta), dok drugi marker može biti prilepljen uz imenicu Drina (raportivni, da označi da je govornik od nekog drugog naknadno saznao da je reč o reci Drini, jer u trenutku kada je prisustvovao događaju nije znao o kojoj se reci radi). U klauzi se i jedan isti evidencijal može upotrebiti dva puta, npr. da se obeleži kontrastivni fokus, kao u jeziku tarijana, ili iz drugih pragmatičkih razloga.

### Gramatičke osobine evidencijala: opseg i korelacija sa drugim kategorijama
Evidencijalni markeri u različitim jezicima pokazuju različito gramatičko ponašanje u klauzi. U nekim jezicima, npr. jeziku kusko kečua (Cusco Quechua), sadržaj evidencijala nije deo propozicionog sadržaja, već ilokucionog, zbog čega istraživači koriste teorije govornih činova u njihovoj analizi. S druge strane, postoje jezici u kojima je sadržaj evidencijala deo propozicionog sadržaja, npr. japanski. Neki od testova koji se koriste pri određivanju da li je evidencijalni marker propozicioni ili ilokucioni operator podrazumevaju razmatranje opsega evidencijala u odnosu na druge kategorije (uslovnu klauzu, negaciju, pitanja). Ukoliko ove kategorije mogu imati opseg nad evidencijalom, verovatno je reč o propozicionom nivou, u suprotnom je reč o ilokucionom. Iako u srpskom jeziku nema posebne gramatičke kategorije evidencijalnosti, samim tim ni evidencijalnih sistema, radi jednostavnosti, navedene ćemo gramatičke testove ilustrovati upotrebom partikule kao u ovom jeziku, koja se, prema Lj. Popović, uglavnom upotrebljava kada je izvor informacije uopšten, neodređen, a time i nepouzdan.
(4)	a. Pera je kao potpisao za Zvezdu. [„Pera je potpisao za Zvezdu, to mi je rečeno, ali ja ne verujem u to.“]
b. (?*) Ako je Pera kao potpisao za Zvezdu, onda…
c. (?) Pera nije kao potpisao za Zvezdu.
d. Pera nije, kao, potpisao za Zvezdu. [kao > nije: „Pera nije potpisao za Zvezdu, to mi je rečeno, ja u to ne verujem“.]
e. Pera kao nije potpisao za Zvezdu. [kao > nije: „Pera nije potpisao za Zvezdu, to mi je rečeno, ja u to ne verujem“.]
f. I šta, kao, Pera je potpisao za Zvezdu?
U (4a) iz opisa se jasno vidi da je rečca kao van propozicionog sadržaja i da se odnosi na govornikov stav prema propoziciji (koji proističe iz toga što je izvor informacije nepouzdan). Ovo potvrđuje i činjenica da rečca kao teško može biti umetnuta u uslovnu klauzu, kao i činjenica da ima opseg nad negacijom (4c–e). Primer (4c) deluje čudno sa navedenim redosledom, osim ako rečca kao nije izdvojena intonativno / interpunkcijski (4d). (4c) može biti prihvatljiv samo u emfatičkom kontekstu tipa Pera nije KAO potpisao za Zvezdu, nego STVARNO. Slično je i za uslovnu klauzu: Ako je Pera KAO potpisao za Zvezdu, to je super, jer nisam ni voleo da potpiše. U primeru (4f) rečca kao nije obuhvaćena pitanjem, tj. ne pita se da li je Pera „kao“ potpisao, već se pita da li je potpisao za Zvezdu, dok se kao odnosi na govornikov stav (on je odnekud čuo tu informaciju, ali u nju ne veruje, pa zato pita sagovornika). Ovi testovi ukazuju na to da kao nije deo propozicionog, već ilokucionog nivoa.
U jeziku tarijana govornik može preneti tačnu informaciju, ali upotrebiti „lažni“ evidencijal (npr. raportivni za ono što je video); moguć je i obrnut slučaj: da informacija bude pogrešna, a evidencijal pravi. Stoga A. Aikhenvald navodi da se evidencijali semantički ponašaju slično predikatima (jer događaj označen predikatom može imati jednu istinitosnu vrednost, a evidencijal drugu). Takođe, referentno vreme evidencijala ne mora se podudarati sa vremenom događaja, recimo u japanskom jeziku gde se „sadašnji“ evidencijal može kombinovati i sa događajem koji se sada odvija (tipa „oni me sada obaveštavaju da se ovo dešava“), i sa događajem u prošlosti (tipa „oni me sada obaveštavaju da se ovo desilo“).
Evidencijali koreliraju, između ostalog, sa tipom klauze, modusom, modalnošću, negacijom, i vremenom. Najveći broj različitih tipova evidencijalnih značenja uočen je u deklarativnim klauzama. Kada su upotrebljeni u pitanjima, evidencijali mogu označiti izvor informacije dostupan govorniku, sagovorniku ili oboma. U odričnim klauzama se upotrebljava manje evidencijala nego u potvrdnim. Više različitih evidencijalnih značenja upotrebljava se sa indikativom nego sa ne-indikativom (npr. kondicionalom). Najveći broj evidencijalnih značenja zapažen je uz prošla vremena, a veoma retko uz futur (koji je po svojoj prirodi blizak modalnosti); ova korelacija je očekivana, s obzirom na to da se izvor informacije za neki događaj obično temelji na njegovom rezultatu.

### Evidencijali u diskursu i njihove pragmatičke implikacije
Žanr teksta može odrediti izbor odgovarajaćeg evidencijala; recimo u pričama je često konvencionalizovana upotreba raportivnog markera. Upotreba različitih evidencijala u pripovedanju može poslužiti kao stilističko sredstvo, npr. upotreba raportivnog markera podrazumeva distancu govornika / naratora, dok prelazak na vizuelni evidencijal naznačava njegovo učešće u događaju. Partikule koje obeležavaju izvor informacije zasnovan na traču (hersay particles) (npr. u japanskom ili turskom jeziku) govornik može upotrebiti da se distancira od onoga što iskazom prenosi, uz efekat ironije, što se analizira kao pragmatička ekstenzija uobičajene upotrebe (prenošenje nepouzdane informacije). Sličnu upotrebu u srpskom jeziku ima partikula kao, razmatrana u primeru (4).

### Gramatikalizacija evidencijalnih markera
Evidencijalni markeri često nastaju gramatikalizacijom glagola; tako se npr. glagoli govorenja često razvijaju u raportivne i citatne evidencijale, a glagoli percepcije u senzorne evidencijale. Raportivni evidencijali mogu nastati reanalizom subordinirane klauze (tipično dopune glagolima govorenja) tako što (obično uz gubitak subordinatora) subordinirana klauza postaje deo glavne. Evidencijali se razvijaju i od deiktičkih reči, kao i od lokativnih i direkcionih konstrukcija (recimo u jeziku Euchee auditivni marker je srodan sa lokativnom konstrukcijom tipa „(onaj) tamo“, što se semantički objašnjava preko distance: događaj je toliko daleko da se može samo čuti, ali ne i videti). Kao izvor za gramatikalizaciju evidencijalnih markera mogu poslužiti i prošla vremena i druge strategije evidencijalnosti (v. Strategije evidencijalnosti), kao i markeri modalnosti.

## Strategije evidencijalnosti
Strategije evidencijalnosti – kao kategorije i forme koje razvijaju sekundarna značenja povezana sa izvorom informacije – razlikuju se od evidencijalnih sistema, čije primarno i često jedino značenje jeste iskazivanje izvora informacije. A. Aikhenvald izdvaja nekoliko grupa, kategorija i formi koje mogu poslužiti kao strategije evidencijalnosti u različitim jezicima, među kojima su: modus i modalnost, futur, prošla vremena, rezultativi, pasiv, nominalizacija, dopunjavanje (complementation), lice, demonstrativi, indirektni govor. U nastavku će biti ilustrovane neke od njih.

### Evidencijalnost i glagolska vremena
Upotrebom futura u španskom jeziku može se implicirati da preneta informacija potiče od zaključivanja samog govornika, dakle da je reč o inferencijalnoj evidencijalnosti:
(5)	Todavía vive, tendrá unos 40 años. [Još uvek je živ, verovatno ima oko 40 godina.]
Upotreba prošlih vremena u španskom jeziku iz La Paza takođe služi kao evidencijalna strategija: pluskvamperfektom (había llegado) se iskazuje indirektno znanje (6a), a preteritom (llegó) direktno (6b):
(6)	a. Hoy día había llegado su mama de él. [Danas je njegova mama stigla (ali ja to nisam video)]
b. Hoy día llegó su mama de él. [Danas je njegova mama stigla (i ja sam to video)]
U srpskom jeziku komponentu doživljenosti (govornik je lično učestvovao ili bio svedok događaja, ili situaciju predstavlja kao takvu) donosi upotreba aorista (7), imperfekta (8) (čija je upotreba arhaična, sem u književnim delima i nekim govorima), kao i potencijala sa vremenskom upotrebom (9) (za detaljnu interpretaciju pragmatičke komponente doživljenosti pri upotrebi potencijala i aorista videti, na primer, Ašić 2007 i Arsenijević 2013, respektivno):
(7)	Pade Pera!
(8)	Uh, što se žene busahu u grudi, zapevahu, vitlahu svojim belim platnima. (M. Crnjanski)
(9)	Baka i deka bi nedeljom dolazili kod nas na ručak.

### Evidencijalnost i dopunjavanje (complementation)
Dopunjavanje (complementation) kao strategiju evidencijalnosti ilustrovaćemo na primerima iz engleskog (10), ruskog (11), odn. srpskog jezika (12). Izbor različitog komplementajzera uz glagole percepcije i kognicije implicira različita evidencijalna značenja.
(10)	a. I heard that France beat Brazil.
b. I heard France beating Brazil.
(11)	a. Пера видел, что Лаза играет в футбол.
b. Пера видел, как Лаза играет в футбол.
(12)	а. Pera je video da Laza igra fudbal.
b. Pera je video kako Laza igra fudbal.
Dok se primerom (10a), sa 'that'-klauzom kao dopunom, referiše na događaj iz perspektive nakon njegovog završetka, primer (10b), sa '-ing'-klauzom kao dopunom referiše se na aktivnost u koju je govornik imao uvid u dok se ona odvijala. Zato govornik izgovarajući (10b) implicira da je zapravo čuo šta se dogodilo (npr. pratio je utakmicu na radiju), dok (10a) implicira da je govornik čuo rezultat utakmice, tj. da mu je neko saopštio tu informaciju. Slično je u primerima (11) i (12). Primeri (11a) i (12a) impliciraju da govornik ima neke indikacije da je Pera igrao fudbal (npr. nema kopački i lopte na uobičajenom mestu, pa na osnovu toga zaključuje), odnosno, kako ističe Lj. Popović, glagol videti uz veznik da jeste marker inferencijalne evidencijalnosti, tj. upućuje na logičko zaključivanje kao izvor informacije, pri čemu glagol gubi svoju perceptivnu prirodu i prelazi u tzv. nefaktivne glagole. S druge strane, primeri (11b) i (12b) impliciraju direktnu govornikovu percepciju.

### Evidencijalnost i deiksa
Deiktičke reči takođe mogu funkcionisati kao markeri evidencijalnosti (ima i pristupa koji čitavu kategoriju evidencijalnosti tretiraju kao deiktičku po prirodi, v. Bermudez 2006: 25–31). U jeziku dirbal (Dyirbal) postoje tri vrste demonstrativnih markera koji upućuju na ‘vidljivost’ određenog referenta govorniku: bala – referent je vidiljiv i nije blizu govornika; yala – referent je vidljiv i blizu je govornika; ŋala – referent nije vidljiv (ali može biti čujan, ili zapamćen iz prošlosti). Lj. Popović govori o deiktičkim partikulama evo, eno i eto kao markerima nulte evidencijalnosti u srpskom jeziku, jer one potvrđuju da govorno lice crpe informaciju iz denotativnog prostora koji se podudara sa prostorom govorne situacije, i na pragmatičkom planu odgovaraju imperativima glagola vizuelne percepcije (13)–(14):
(13)	Evo voza! Vidi, voz! (u situaciji kada voz ulazi na stanicu)
(14)	Eno ga komšija! Vidi, komšija! (na ulici)
Sledeći J. V. Apresjana, Lj. Popović razmatra kako je izbor odgovarajućeg vidskog parnjaka glagola koji kvalitativno određuju objekte sa aspekta njihovog prostiranja, trajanja (tipa dolaziti–doći, završavati se–završiti se) određen položajem posmatrača situacije. Imperfektivni glagol se vezuje za posmatrača koji je izmešten iz situacije, dok perfektivni glagol ukazuje na to da govorno lice, realno ili imaginarno poistovećeno sa posmatračem, prati prostorni objekat iz neposredne perspektive i prenosi informaciju te vrste:
(15)	Put je skrenuo ka šumi. 
(16)	Put je skretao ka šumi.
U primeru (15) implicira se da je govornik neposredno pratio skretanje, dok u (16) informacija može biti zasnovana na logičkoj operaciji – pretpostavci, nagađanju ili informaciji dobijenoj iz drugog izvora (mapa, razgovor sa prolaznicima, i sl.).
Prezent imperfektivnih glagola, ukoliko izvor informacije nije drugačije eksplicitno naznačen, takođe upućuje na govornikovo direktno percipiranje situacije:
(17)	Deca se igraju.
(18)	Duva vetar i lije kiša.
Epistemička modalnost se odnosi na govornikovo vrednovanje propozicionog sadržaja iskaza u pogledu istinitosnih uslova uzimajući u obzir dostupne dokaze: modalni izraz mora upotrebićemo u rečenici Mora da pada kiša npr. ako vidimo da ljudi nose kišobrane, da bismo iskazali svoju uverenost u to da pada kiša (na osnovu odgovarajućeg dokaza). Međutim, istovremeno se ovim implicira da nemamo direktan uvid u stanje stvari, jer bismo inače rekli jednostavno Pada kiša, što znači da se upotrebom modalnih izraza može implicirati i značenje evidencijalnosti. A. Aikhenvald ostavlja otvorenim pitanje treba li modalne izraze uvrstiti u strategije evidencijalnosti ili leksičku evidencijalnost, jer odgovor na ovo pitanje zavisi od statusa samih modalnih glagola: da li ih posmatramo kao leksičke jedinice, kao zatvorenu, gramatičku klasu, ili kao izraze na samoj granici gramatike i leksikona.
Naučnici se razilaze u mišljenju pri određivanju odnosa između epistemičke modalnosti i evidencijalnosti (da li su to dve razdvojene kategorije, ili je jedna potkategorija druge), između ostalog, jer se njihova razmatranja tiču različitih jezika, u kojima evidencijali imaju različit status: kao deo propozicionog sadržaja (u kom bi slučaju bili bliži epistemičkoj modalnosti, jer utiču na istinitosnu vrednost propozicije), ili kao deo ilokucionog sadržaja (u kom slučaju su to dve jasno razdvojene kategorije, jer evidencijali ostaju van domena istinitosne vrednosti propozicije)(v. i Gramatičke osobine evidencijala: opseg i korelacija sa drugim kategorijama).
S druge strane, i evidencijalni markeri mogu – ali ne moraju – implicirati govornikov stav prema istinitosti i verovatnoći određene informacije – mogu, dakle, imati epistemičke ekstenzije. Na primer, markerima koji označavaju informaciju iz prve ruke često mogu biti iskazivani i direktno učešće govornika u događaju, kontrola i voljnost, dok markeri koji označavaju informaciju koja nije iz prve ruke mogu imati upravo suprotnu funkciju: označavaju izostanak direktnog učešća u događaju, izostanak kontrole, kao i nespecifikovani dokaz (ili da dokaza uopšte nema), inferenciju i trač. Međutim, prema A. Aikhenvald, evidencijalnost je zasebna kategorija, razdvojena od epistemičke modalnosti: dokazi su, između ostalog, to što se mogu kombinovati sa modalnim značenjima poput mogućnosti i verovatnoće, kao i to što se u istoj klauzi (npr. u jeziku Shipibo-Konibo) mogu naći evidencijal čije je dodatno značenje određenost i onaj čije je dodatno značenje verovatnoća; da su njihova primarna značenja epistemička, kombinacija bi bila besmislena. Dokaz iz dijahronijske perspektive je taj što nema primera razvoja modalnog sistema u evidencijalni sistem (iako pojedinačni marker evidencijalnosti može voditi poreklo od modala).
Na značaj evidencijalnosti za ljudsku kogniciju ukazuje činjenica da je ova kategorija jedna od prvih koju preuzimaju jezici bez gramatičkih evidencijala koji dođu u kontakt sa jezicima u kojima je evidencijalnost gramatička kategorija. Evidencijalnost kao obavezna kategorija implicira preciznost u označavanju izvora informacije, pa izostanak može prouzrokovati da govornik izgubi reputaciju, poverenje, pa čak i identitet kao član zajednice; stoga evidencijalnost kao obavezna kategorija igra važnu ulogu u govornikovoj percepciji drugih ljudi i sveta oko sebe. Grajsovski kazano, upotreba evidencijala je preduslov za uspešnu komunikativnu saradnju. Značaj evidencijalnosti za govornike vidi se i u njihovoj metajezičkoj svesti: oni se trude da strancima objasne pravilnu upotrebu evidencijelnih markera, da decu nauče da uvek budu precizna u vezi sa iskazivanjem izvora informacije, a jezici koji nemaju obavezne evidencijalne markere čine im se nepreciznim, maglovitim, kao da imaju neki nedostatak.
Od kulturoloških datosti zavisi kako će evidencijali korelirati sa različitim vrstama tradicionalnih znanja i iskustava. Na primer, izbor evidencijala u snovima zavisi kako se snovi posmatraju u određenoj zajednici: upotrebljavaće se vizuelni marker ako se snovi doživljavaju kao nešto što se vidi (npr. u jezicima jaravara, kečua, tujuka (Tuyuca)), ili raportivni ako se snovi doživljavaju kao nešto izvan realnosti, nesvesno (npr. u jezicima Shipibo-Konibo, Yukaghir, Cree). Izbor evidencijala u snovima može zavisti i od toga ko sanja: “obični” ljudi koji govore jezike tukano i tarijana koriste raportivne evidencijale, a šamani vizuelne, jer oni mogu da “vide” ono što drugi ljudi ne mogu. Čini se da kulturalne konvencije (verovanja, norme ponašanja, životni stil) koreliraju sa upotrebom evidencijala (odn. utiču na gramatikalizaciju evidencijalnih kategorija), što je još uvek samo u domenu spekulacija.
Uvid u kognitivni značaj evidencijala pruža i način na koji deca usvajaju ovu kategoriju. Recimo, Ozturk i Papafragou na primeru turskog jezika pokazuju kako deca imaju poteškoća sa usvajanjem ove kategorije. Naime, deca nemaju problem sa samim iskazivanjem izvora informacije (koji mogu iskazati na “svoj” način, naročito kada je reč o verbalnom ili vizuelnom izvoru), već sa usvajanjem morfološke kategorije evidencijalnosti, odnосно mapiranjem izvornih koncepata u gramatičke (morfološke) morfeme.
1. ↑  T. Peterson, R. M. Dechaine, U. Sauerland (2010). „Evidence from Evidentials (Intoduction)”. Evidence from Evidentials. Vancouver: University of British Columbia: 1—6.
2. 1 2 3 4 5 6 7 8 9 10 11 12 13 14 15 16 17 18 19 20 21 22 23 24  A. Aikhenvald (2004). Evidentiality. Oxford: Oxford University Press.
3. ↑  A. Aikhenvald (2006). „Evidentiality in Grammar”. Encyclopedia of Language and Linguistics. Elsevier: 320—325. ISBN 9780080448541. doi:10.1016/B0-08-044854-2/00252-2.
4. 1 2  E. McCready (2010). „Evidential universals”. Evidence from Evidentials. Vancouver: University of British Columbia.
5. ↑  M. Faller (2006). „Evidentiality and Epistemic Modality at the Semantics/Pragmatics Interface”. Workshop on Philosophy and Linguistics. University of Michigan (University of Michigan): 1—32.
6. 1 2 3  Љ. Поповић (2010). „Категорија евиденцијалности у српском и украјинском језику”. Зборник Матице српске за славистику. 77: 17—47.
7. ↑  D. Blakemore (1999). „Evidence and modality”. Concise Encyclopedia of Grammatical Categories.
8. 1 2  J. Rajić (2015). „Análisis contastivo de la expresión de la evidencialidad en serbio y español”. Verba Hispanica. XXIII: 123—144.
9. ↑  С. Танасић (2005). „Синтакса глагола”. Синтакса савременога српског језика. Београд – Нови Сад: Институт за српски језик САНУ, Београдска књига, Матица српска.
10. ↑  Т. Ашић (2007). „С оне стране потенцијала – нови приступи објашњењу употребе потенцијала за означавање понављања у прошлости”. Научни састанак слависта у Вукове дане. 36/1: 137—150.
11. ↑  Б. Арсенијевић (2013). „Временско и аспектуално значење аориста”. Српски језик: 253—261.
12. ↑  F. W. Bermudez (2006). Evidencialidad: La Codificación Lingüística del punto de vista (Doctoral dissertation изд.). Stockholm University: Department of Spanish, Portuguese and Latin American Studies.
13. 1 2  Љ. Поповић (2012). Контрастивна граматика српског и украјинског језика: таксис и евиденцијалност. Београд: Српска академија наука и уметности.
14. ↑  A. Kratzer (2012). Modals and Conditionals: New and Revised Perspectives. Oxford: Oxford University Press.
15. ↑  P. Portner (2009). Modality. Oxford: Oxford University Press.
16. ↑  O. Ozturk, A. Papafragou (2007). „Children's acquisition of Evidentiality”. Proceedings from the 31st Annual Boston University Conference on Language Development.